# Benni McCarthy
Benedict Saul "Benni" McCarthy (født 12. november 1977 i Kapstaden, Sydafrika) er en tidligere sydafrikansk fodboldspiller, der spillede som angriber for . Han nåede i karrieren at spille for Seven Stars, Ajax, Celta Vigo, FC Porto, Blackburn Rovers, West Ham United samt for Orlando Pirates.
Benni blev opdaget i Sydafrika af Ajax' talentspejdere som 19-årig. Han fik hurtigt succes i Ajax, og det blev til 20 mål i 35 seriekampe i sine to sæsoner i Holland. I sin sidste sæson vandt han også det hollandske ligamesterskab med klubben.
Derefter gik turen til Spanien, hvor han spillede for Celta Vigo. Efter en mindre god første sæson med 8 mål i 31 kampe oplevede han for første gang måltørke og spillede 19 ligakampe den efterfølgende sæson uden at score et mål. Sæsonen efter blev han derfor lejet ud til FC Porto, og stod her for 12 mål i 11 ligakampe. Derefter fik han en ny chance i Celta Vigo, dog uden held. Porto sikrede sig McCarthy på en permanent kontrakt sæsonen efter. I Porto var han med til både at vinde både ligaen og Champions League med José Mourinho som manager.
Blackburn Rovers var interesserede i McCarthy allerede i 2005, men på det tidspunkt endte de med at købe Craig Bellamy. Da Bellamy forlod dem sommeren efter, dukkede McCarthys navn op igen, og Blackburn endte med at investere 2.5 millioner pund i sydafrikaneren.
I februar 2010 skiftede McCarthy til Premier League rivalerne fra West Ham.
Den 6. juni 2013 som 35-årig meddelte han hans fratrædelse fra professionelt fodbold.